# SOLiVE Hangout
『SOLiVE Hangout』（ソライブ ハングアウト）は、ウェザーニューズ (WNI) が2012年9月24日から2014年4月6日まで、ウェザーニューズの24時間動画生放送「SOLiVE24」およびBSデジタル放送（独立データ放送）910ch「ウェザーニュース」で放送された生放送の視聴者参加型気象情報番組である。

## 概要
- Googleの機能の一つである「ハングアウト」を利用して、ウェザーニューズのグローバル・予報センターに所属する気象予報士と日本各地のウェザーリポーターが現地の気候について話し合う番組で、2012年9月24日のSOLiVE24改編に伴って開始した[3][4]。
- 放送場所は、千葉市幕張のウェザーニューズ本社24Fにあるグローバル・予報センターである。予報センターから全編が放送される番組は、2010年4月5日のSOLiVE改編以来2年半ぶりとなる。
- 2013年4月28日までは毎日9時・15時[注釈 1]・22時の1日3回、各1時間ずつの放送していたが、同年4月29日のSOLiVE24改編以降は、毎日9時からの1回に変更される[6]（なお、15時からの昼の部は『SOLiVEコーヒータイム』に、22時からの夜の部は『SOLiVEナイト』にそれぞれ内包された）。
  - 更に2013年11月25日のSOLiVE24改編に伴い、放送時間が15時 - 16時に変更[7]。
- 番組の冒頭では、進行役を担当する気象予報士より「ハングアウト」に参加するための説明が行なわれる。
  - 番組に参加する場合は、事前にハングアウトへ参加するための機器類を用意する必要がある。

## 出演者

### 出演気象予報士兼進行役
- 町田修一
- 小津慎吾
- 柳博
- 宇野沢達也

- 内藤邦裕
- 草田あゆみ
- 喜田勝
- 森田清輝
- 原田健成
- 永井友理

上記予報士のうち1名が出演する。
その他、上記以外のウェザーニュース社員も2Fから出演。

## 放送時間
| 期間                           | 放送時間                                                 |
| ------------------------------ | -------------------------------------------------------- |
| 2012年9月24日 - 2013年4月28日  | 月曜日-日曜日 9:00 - 10:00、15:00 - 16:00、22:00 - 23:00 |
| 2013年4月29日 - 2013年11月24日 | 月曜日-日曜日 9:00 - 10:00                               |
| 2013年11月25日 - 2014年4月6日  | 月曜日-日曜日 15:00 - 16:00                              |

## 備考
- 当番組開始前の仮タイトルは「Soratomo Connect」[8]。これは、2012年秋の(バージョンアップ)改編のテーマが「Connect The World」だった事が理由とされている。また、当番組開始の発表は2012年の9月19日の「SOLiVE ナイト」内で行われた[9]。
- 今回の改編及び本番組に開始に伴い、下記の番組に時間変更等が生じた。
  - 「SOLiVE サンシャイン」（9時開始に伴い、10時 - 13時に1時間繰り下げ）
  - 「SOLiVE コーヒータイム」（上記の「SOLiVE サンシャイン」の放送時間繰り下げ及び15時開始に伴って、2009年4月の放送開始当初と同じく13時 - 15時の2時間に短縮し、改編前より放送開始時間を1時間繰り下げとなった）
- 当番組に宇野沢が出演する際は、異常気象時対応の場合を除いてサブタイトルがついている[注釈 2]。因みに他は、喜田を含めて全く言わず、番組名のみ言う。
- ハングアウトの同時参加は、Google＋の仕様上最大10人となっており、スタジオ、ソラをライブチーム、ソラミッションチームがそれぞれ1枠を使用し、番組参加者枠は残り7枠となる。状況によっては、ソラをライブチーム、ソラミッションチームを外して参加者と交代することもある。
  - 招待者の選択は、進行役を担当する気象予報士ではなく、番組スタッフによってなされる。